# Американские легенды Фейвела
«Американские легенды Фейвела» (англ. «Fievel's American Tails») — американский мультсериал 1992 года состоящий из 13 серий, продолжение «Американской истории» про приключения мышонка по имени Фейвел на диком западе.
Действия разворачиваются в городе под названием Green River (Зелёная река).

## Персонажи
- Фейвел Мышке́вич (англ. Fievel Mousekewitz) — непоседливый мышонок в красной рубахе без застёжек, синих штанах и ковбойской шляпе.
- Папа Мышкевич (англ. Papa Mouskewitz) — отец Фейвела.
- Мама Мышкевич (англ. Mama Mouskewitz) — мать Фейвела.
- Таня Мышкевич (англ. Tanya Mouskewitz) — старшая сестра Фейвела, мечтающая стать великой певицей.
- Яша Мышкевич (англ. Yasha Mouskewitz) — младшая сестра Фейвела.
- Тигр (англ. Tiger) — большой добрый кот-вегетарианец, друг Фейвела и всей семьи Мышкевичей.
- Кот Р. Уол (англ. Cat R. Waul) — хитрый и подлый кот в деловом костюме. Основной неприятель Фейвела.
- Чула (англ. Chula the Tarantula) — тарантул, приспешник кота Уола.
- Сладкий Вильям (англ. Sweet William) — бандитского вида угрюмый кот. Часто вовлекается котом Уолом в разные мероприятия (для общей цели съесть мышей), хотя, как враг, он пожалуй более опасный, чем Уол. В целом неглуп, хотя и особым умом он не блещет.

## Список серий
| № |     | Название серии                                             | Дата первого показа оригинала |
| --- | --- | ---------------------------------------------------------- | ----------------------------- |
| 1 | TBA | «Fievel, the Lonesome Ranger» «И один в поле воин»         | 12 сентября 1992              |
| Все мыши городка отправляются на фестиваль сыра, но Фейвел опаздывает и пропускает поездку. Он и Тигр думают, что они остались в городке совсем одни, до тех пор, пока другие кошки не похищают Тигра. Фейвел становится "Одиноким Воином", чтобы спасти положение. |     |                                                            |                               |
| 2 | TBA | «Law and Disorder» «Как положено по закону»                | 19 сентября 1992              |
| После очередного опоздания Фейвела в школу из-за того, что его отвлекают приключения с Тигром, Папа запрещает Фейвелу видеться с Тигром, пока его домашняя работа и домашние дела не будут выполнены. Тем временем, Тигр пишет мисс Китти письмо, в котором говорится, что он - маршал городка. И теперь Фейвел должен помочь ему и подыграть, когда мисс Китти приедет в городок. |     |                                                            |                               |
| 3 | TBA | «Little Mouse on the Prairie» «Приключение в прерии»       | 26 сентября 1992              |
| Фейвел одалживает бумеранг у своего друга Джека, запускает его, и бумеранг залетает прямо в карман Кота Р.Уола. Фейвел, его сёстры, и Тигр собираются вернуть бумеранг, но умудряются заблудиться в пустыне. |     |                                                            |                               |
| 4 | TBA | «The Gift» «Подарок»                                       | 3 октября 1992                |
| Папа дарит Фейвелу скрипку на день рождения (вместо домика на дереве, как тот хотел). К сожалению, скрипка ломается, и Фейвел планирует тайно её починить. Тем временем, Папа намеревается построить домик на дереве, который на самом деле хочет его сын, вместо скрипки. |     |                                                            |                               |
| 5 | TBA | «A Case of the Hiccups» «Повальная икота»                  | 10 октября 1992               |
| В городок приезжает доктор-шарлатан и убеждает Фейвела раздать конфеты каждой мыши. Странная эпидемия икоты охватывает всех мышей, кроме Фейвела. Разумеется, у шарлатана имеется лекарство для её излечения. |     |                                                            |                               |
| 6 | TBA | «The Legend of Mouse Hollow» «Легенда о мышиной лощине»    | 17 октября 1992               |
| Чулой была разработана «машина для упаковки мышей». Школьная постановка с участием Тани собирает большой зал, полный мышей. Фейвел был очень недоволен доставшейся ему ролью, но его роль оказывается в итоге гораздо более великолепной, чем ему казалось, когда Кот Р.Уол похищает учителя и отменяет спектакль и устраивает вместо этого певческий концерт.                     |     |                                                            |                               |
| 7 | TBA | «Babysitting Blues» «Песнь о том, каково нянчить младенца» | 24 октября 1992               |
| Фотограф приезжает в городок, но Папа и Мама не готовы к съёмке (к тому же, Таня в музыкальной школе). Они оставляют Фейвела нянчить Яшу, и тут начинается приключение, связанное со стремлением избежать нападения кошек. |     |                                                            |                               |
| 8 | TBA | «The Lost Mother Lode» «Затерянная золотая жила»           | 31 октября 1992               |
| Золотая лихорадка захватывает мышей. Говорят, что призрак старого шахтёра охраняет настоящую золотую жилу. Мыши, в том числе Папа, Фейвел и Тигр, собираются найти это место, но Кот Р.Уол пытается обмануть мышей с помощью фальшивой карты сокровищ. |     |                                                            |                               |
| 9 | TBA | «A Mouse Known as Zorrowitz» «Мышь по прозвищу Зоррович»   | 7 ноября 1992                 |
| В городок направляется доставка сыра на следующую зиму. К сожалению, Фейвел (наказанный на два дня) хвастается, что знает об этом, и Чула слышит это. Кот Р.Уол хочет украсть сыр, но появляется загадочный Зоррович, чтобы помочь мышам. |     |                                                            |                               |
| 10 | TBA | «Mail Order Mayhem» «Закажите почту»                       | 14 ноября 1992                |
| Каталог для заказа товаров по почте искушает многих мышей и кошек. Сладкий Вильям заказывает «мышебойку», и это оружие заставляет мышей так бояться, что они подают прошение о служителе закона. Клинт Мышвуд и Фейвел устраивают кошкам тяжёлые времена. |     |                                                            |                               |
| 11 | TBA | «Aunt Sophie’s Visit» «Визит тётушки Софи»                 | 21 ноября 1992                |
| У мышей будет родео, но Фейвел не может участвовать, потому что тётушка Софи едет навестить Мышкевичей. Однако тётушка Софи оказывается более прямолинейной, чем ожидалось... |     |                                                            |                               |
| 12 | TBA | «That’s What Friends Are For» «Для чего нужны друзья»      | 28 ноября 1992                |
| Из-за недопонимания Тигр думает, что он больше не может быть лучшим другом Фейвела. Кот Р.Уол покидает городок, а Чула становится другом Фейвела. |     |                                                            |                               |
| 13 | TBA | «Bell the Cats» «Бубенцы для котов»                        | 5 декабря 1992                |
| Фейвел привязывает колокольчики к хвостам кошек, чтобы мыши знали, где находятся кошки. Не такая уж хорошая идея... |     |                                                            |                               |